# Edílson
Edílson, brazilski nogometaš, * 17. september 1970.
Za brazilsko reprezentanco je odigral 21 uradnih tekem in dosegel šest golov.